# Ildebrando Pizzetti
Pour les articles homonymes, voir Pizzetti.
Ildebrando Pizzetti, né le 20 septembre 1880 à Parme et mort le 13 février 1968 à Rome, est un compositeur italien.

## Biographie
Fils d'un professeur de piano, Ildebrando Pizzetti a suivi sa formation musicale au conservatoire de Parme sous Giovanni Tebaldini. Il rencontre l'écrivain Gabriele D'Annunzio en 1905 et s'est fait connaître par la musique de La Nave (le bateau, écrit par ce dernier), dont la première exécution eut lieu à Rome en 1908. La même année Pizzetti a obtenu le poste d'enseignement d'harmonie et contrepoint au conservatoire de Florence, qu'il a dirigé de 1917 à 1923.
Après avoir composé la musique pour le drame La Pisanella d'après Gabriele D'Annunzio, la Messe de Requiem et d'autres compositions importantes, il est devenu directeur du conservatoire de Milan en 1924, poste qu'il a laissé en 1936 pour prendre la position de professeur de composition de l'Académie nationale de Sainte-Cécile à Rome.
En 1939 Pizzetti a été nommé Académicien d'Italie et en 1949 il a pris la direction de l'Académie nationale de Sainte-Cécile. Sa conception du drame musical se base sur l'idée d'un équilibre absolu entre les mots et la musique, qu'il réalise dans la tragédie Assassinio nella cattedrale (Meurtre dans la cathédrale), d'après Thomas Stearns Eliot.
Pizzetti fut aussi directeur de la section Musique de l’Enciclopedia Italiana (1925-37).
Son style est resté conservateur, même s'il s'est associé un temps avec Alfredo Casella, représentant de la nouvelle musique italienne.

## Principales œuvres

### Musique pour orchestre
- Symphonie en la in celebrazione del XXVIo centenario della fondazione dell'Impero giapponese. 1940
- Suite de La Pisanelle (première en 1919)
- Concerto pour harpe en mi bémol (1960)[2],[3]
- Tre sonetti in morte di Madonna Laura
- Tre composizioni corali
- Epithalamium (1939? 1940, joué à la Librairie du Congrès en avril 1940 et en 1977)
- Concerto pour violoncelle en do (1933-4)
- Concerto pour violon en la, 1944
- Canti della stagione alta (juin à septembre 1930, concerto pour piano en trois mouvements, dédicacé à Giuseppe De Robertis, avec une cadence spécialement écrite pour le pianiste Arturo Benedetti Michelangeli qui ne l'a jamais joué[1])
- Sinfonia del fuoco (musique du film muet Cabiria)
- Rondo veneziano (1929)
- Concerto dell'Estate (1929)
- Trois Préludes à l'Œdipe de Sophocle

### Opéras
- Sabina (1897)
- Il Cid (1903)
- Aeneas (1903)
- Mazeppa (1905, inachevé)
- Fedra (1909-12), livret de Gabriele d'Annunzio (première à La Scala de Milan en 1915)
- Gigliola (1914, inachevé)
- Dèbora e Jaéle (1915-21)
- Fra Gherardo (1928)
- Lo straniero (1930)
- Orsèolo (1935)
- L'Oro (1947)
- Vanna Lupa (1949)
- Cagliostro (1953)
- La figlia di Jorio (1954)
- Povera gente (1956, inachevé)
- Assassinio nella cattedrale (1958) (avec Nicola Rossi-Lemeni et Leyla Gencer dans la première production, sous la direction de Gianandrea Gavazzeni, avec une mise en scène de Margherita Wallmann à La Scala). Il s'agit d'une adaptation de la pièce Meurtre dans la cathédrale de T. S. Eliot.
- Il calzare d'argento (1961)
- Clitennestra (1965)

### Musique de chambre
- Sonate pour violon en do mineur (1900)
- Quatuor à cordes n° 1 en la majeur (1906)
- Sonate pour violon en la (dédiée à Yehudi Menuhin), 1918–19, publiée en 1920)
- Sonate pour violoncelle en fa (1921, publiée en 1922)
- Tre canti pour violoncelle et piano (1924)
- Sonate pour piano (publiée en 1942)
- Trio pour piano en sol mineur (1900)
- Trio pour piano en la (1925)
- Quatuor à cordes n° 2 en ré (1932-33, publiée en 1934.)

### Musique sacrée
- Messa di Requiem (1922-1923) (31 octobre 1922-2 janvier 1923)
- Cantate Filiae Jerusalem, Adjuro Vos (1966)[4]

## Musique de films
- 1914 : Cabiria de Giovanni Pastrone
- 1937 : Scipion l'Africain (Scipione l'africano) de Carmine Gallone
- 1941 : Les Fiancés (I promessi sposi) de Mario Camerini
- 1949 : Le Moulin du Pô (Il mulino del Po) d'Alberto Lattuada

## Ouvrages théoriques et critiques
- La Musica dei Greci ("la musique des grecs", 1914)
- Musicisti contemporanei (1914)
- Intermezzi critici (1921)
- Musica e dramma (1945)
- La musica italiana dell’800 (1946)